# Амін Сарр
Амін Сарр (швед. Amin Sarr, нар. 11 березня 2001, Мальме, Швеція) — шведський футболіст, форвард французького клубу «Ліон». На умовах оренди грає за італійську «Верону».

## Ігрова кар'єра

### Клубна
Амін Сарр народився у місті Мальме і займатися футболом почав у місцевому однойменному клубі. Хоча був деякий період в його кар'єрі, коли нападник виступав за молодіжний склад клуба «Треллеборг». Але згодом футболіст повернувся до «Мальме» і влітку 2020 року він дебютував у першій команді у матчах Аллсвенскан.

### Збірна
Восени 2020 року Амін Сарр дебютував у складі молодіжної збірної Швеції. І у першій же грі відзначився забитим голом.

## Досягнення
Мальме
 Чемпіон Швеції: 2020